# Западна философия
Западната философия е понятие, с което се обозначава философската мисъл на Западния свят. Съдържателно включва всички дялове на класическата и модерната философия, всички школи, парадигми и течения от Античността до наши дни.
Използва се и като своеобразно обобщаващо понятие, с което да се направи разлика спрямо източната философия. От друга страна, „източна философия“ също е обобщаващ термин и включа различни философски доктрини (школи, възгледи, парадигми) от Азия.
За разлика от източната философия, която се гради и е тясно свързана с мистицизма и религиозните практики, в Европа развитието на философските течения е предимно утилизирано и несвързано с религиозни доктрини. С други думи европесйките школи се стремят да правят разграничение на философията от богословските (свързани с вярата) парадигми за светопознанието и светоописанието, и разбирането на механизмите на човешката познавателна същност като такава.
От философска гледна точка богословието не е наука, въпреки че от богословска гледна точка се разглежда като наука и притежава всички характерни черти като систематичност, аналитичност, класификация и пр.
Основната причина, поради която философите не възприемат религиозните доктрини като наука, е липсата на единен отправен подход и цел (диалектика) на изучаемост. За всички философски школи обект на изучаване е механизмът на познанието и човешкия начин да описва и осмисля опознаването и да го развива като такова.